# За всё рассчитаюсь с тобой! (фильм)
«За всё рассчитаюсь с тобой!» (англ. I'll Get You for This), в США демонстрировался под названием «Счастливчик Ник Кейн» (англ. Lucky Nick Cain) — британский криминальный триллер режиссёра Джозефа М. Ньюмана, который вышел на экраны в 1951 году.
В основу фильма положен роман британского детективного писателя Джеймса Хэдли Чейза 1946 года «За всё рассчитаюсь с тобой!», сценарий написали Джордж Калахан (англ. George Callahan) и Уильям Роуз. Место действия по сравнению с романом перенесено из Майами на вымышленный итальянский игорный курорт Сан-Паола.
В этом фильме знаменитый американский профессиональный игрок Ник Кейн (Джордж Рафт) приезжает на отдых в Сан-Паола. Неожиданно его встречают руководители местного казино, привлекая к игре, после чего знакомят с красивой американкой Кей Уондерли (Колин Грэй). После того, как в своём номере Ник теряет сознание от отравления, полиция обвиняет его в убийстве американского правительственного агента. Чтобы снять с себя подозрения и найти настоящего убийцу, Ник вместе с Кей убегает, и при помощи цветочника Мессине (Чарльз Голднер) находит убежище в руинах заброшенного поселения. Вернувшись в город, Ник с помощью Мессине, который оказывается агентом итальянских спецслужб, вычисляет преступную организацию во главе с Мюллером (Уолтер Рилла), которая с помощью руководства казино пыталась отмыть крупные суммы изготовленных ими фальшивых денег. Они же убили американского агента, который подобрался к ним слишком близко.
Небольшие роли в фильме сыграли признанные актрисы британского кино Грета Гюнт и Марго Грэм, а также будущая ирландская кинозвезда Констанс Смит.
Хотя работа над фильмом была завершена в 1950 году, на экраны он вышел только год спустя.

## Сюжет
Знаменитый американский азартный игрок Ник Кейн (Джордж Рафт) приезжает на отдых в итальянский курортный городок Сан-Паола. На вокзале его неожиданно встречает представительная делегация в составе управляющего лучшим отелем Майлза Трэверса (Хью Френч), владельца казино Франсиско Спераццы (Мартин Бенсон) и начальника местной полиции Армандо Черальде (Питер Иллинг). Сперацца объясняет, что для них большая честь принимать игрока с таким мастерством и известностью, как Ник, игра которого привлечёт в казино «Сан-Паола» множество новых игроков и сулит большую выгоду. Хозяин казино предоставляет Нику персональный автомобиль, шикарный номер в гостинице, дарит несколько бутылок элитного вина и приглашает вечером принять участие в игре. Спустившись в казино, Ник обращает внимание на привлекательную американку Кей Уондерли (Колин Грэй), которая садится за его стол играть в баккару. Вскоре он выигрывает приличную сумму денег в то время, как Кей не только проигрывает все свои деньги, но и берёт у казино в долг, который ей нечем погасить. Она сообщает об этом Сперацце, который готов простить её долг, если она расположит к себе Ника и задержит его в казино ещё на несколько дней. Оказавшись в безвыходном положении, Кей соглашается. После игры Ник направляется в бар, где Сперацца знакомит его с Кей. Очарованный своей спутницей, Ник уходит с ней на прогулку в город. В холле гостиницы с ним пытается заговорить крайне озабоченный американец по имени Джек Кеннеди (Дональд Стюарт), но Ник предлагает встретиться для разговора на следующий день. Ник вместе с Кей идёт в городской ресторан, где они танцуют и весело проводят время. Кей рассказывает, что два года назад приехала в Париж в надежде стать художницей. Но после двух лет обучения деньги у неё кончились, а для того, чтобы стать художницей, ей не хватило таланта. Тогда она решила попутешествовать по Ривьере. Вечером они заходят в номер к Нику выпить. Он выражает удивление, что ему уделяется такое повышенное внимание, которое не вполне соответствует его статусу игрока. После первого же глотка у Кей кружится голова, вслед за ней теряет сознание и Ник.
Когда он приходит в себя, то видит в своём номере Трэверса и Черальде, а также других сотрудников полиции. Перепуганная Кей говорит, что она всё время была с Ником, и он ни в чём не виноват. Когда появляется Сперацца, Черальде предъявляет Нику обвинение в том, что он убил Кеннеди, который является агентом Министерства финансов США. В номере Ника полиция обнаружила труп Кеннеди, в то время, как орудие убийства находилось в руке у Ника. По словам Черальде, его номер при этом был заперт изнутри, так что он является естественным подозреваемым. Поняв, что его подставили, Ник выхватывает у одного из полицейских пистолет, а затем заставляет всех присутствующих выпить спиртное из той же бутылки, что выпил он. Взяв с собой Кей, Ник выбегает на улицу, где пытается угнать грузовик цветочного магазина. Но владелец грузовика по имени Массине (Чарльз Голднер) наставляет на Ника пистолет, после чего заставляет их сесть в машину и увозит в своё тайное укрытие. По радио они слышат сообщение, что полиция разыскивает их по всему городу. Мессине уверяет, что не желает им зла, предлагая спрятать их в руинах близлежащего заброшенного поселения Альта Лома. Когда Мессине довозит их до места, Ник и Кей устраиваются на пикник, в ходе которого Кей признаётся ему, что Сперацца нанял её, чтобы она задержала Ника в гостинице как можно дольше. Ник легко прощает Кей это, после чего она рассказывает, что раньше видела убитого Кеннеди в компании богатой светской дамы Клодетт Эмблинг (Грета Гюнт).
С наступлением темноты Ник возвращается в город, где с помощью Мессине находит шикарный особняк Клодетт. Оставив своего спутника около ворот, Ник пробирается внутрь и проникает в её гостиную. В столе он находит оформленные фотографии двух мужчин, одну из которых забирает себе. Неожиданно в комнату входит красавица Клодетт в сопровождении элегантного седовласого мужчины по имени Эрик (Уолтер Рилла), которого Ник видел на фото. Эрик целует Клодетт и рассказывает ей, что разворачивает в гостинице огромный бизнес, которому теперь мешает Ник. Со словами «от него надо избавиться» Эрик уходит. Клодетт к этому времени уже поняла, что за диваном кто-то прячется, предполагая, что это Сперацца, который тоже является её любовником. Когда она видит лицо Ника, то берёт со стола пистолет и направляет на него, но Ник перед этим уже вынул из пистолета обойму. Когда он хочет допросить Клодетт, в коридоре раздаётся шум, и Ник вынужден бежать через окно. В саду за ним начинается погоня, к которой присоединяются двое полицейских, открывая по Нику стрельбу. В конце концов, Нику удаётся оторваться, и его подбирает Мессине, который перед этим преследовал машину Эрика. Но Мессине не может опознать Эрика по фотографии. Они направляются к фотографу, который сделал портрет мужчины, устанавливая по регистрационной книге, что мужчину зовут Эрик Мюллер, и он проживает в гостинице «Континентал», а фотография сделана пять месяцев назад. Среди ночи под вой волков Ник приходит к испуганной Кей, которая не понимает, что происходит, и страдает от одиночества. Ник целует её и рассказывает, что, по-видимому, вышел на банду, в которой под началом некого Мюллера работают как Сперацца, так и Черальде. Обещая вернуться до полудня, Ник снова уходит в город, настаивая на том, чтобы она оставалась в Альта Лома до его возвращения.
В городе Ник встречается с Мессине, который проследил за Мюллером, скрывшимся за дверями неприметного кабака. Когда Ник направляется туда, Мессине рекомендует ему обраться там к его «кузине» Нине (Констанс Смит), которая ему поможет. Нина, которая работает под прикрытием, указывает, как найти Мюллера. Пройдя по сложному лабиринту коридоров, Ник находит комнату, в которой Мюллер беседует со своими сообщниками. Ник слышит, как Мюллер отчитывает Спераццу за то, что тот, убив Кеннеди, решил подставить в этом убийстве Кейна, что наделало слишком много ненужного шума. Сперацца оправдывается, что поскольку Кейн является известным игроком, а публика считает всех игроков гангстерами, он полагал, что всё будет списано на гангстерские разборки. Когда бандиты расходятся, Мессине едет вслед за Спераццей, а Ник остаётся без транспорта. Встретив знакомого уличного мальчишку Тони (Энцо Стайола), он посылает его с посланием к Кей, чтобы она вместе с Тони дожидалась его в Альта Ломе и никуда не уходила. Тони передаёт послание Кей, но та всё равно решает идти в город на поиски Ника.
Тем временем Ник проходит в дом Мессине, где обнаруживает в столе несколько упаковок с деньгами в различной валюте. Он понимает, что Мессине — это не тот бедный торговец цветами, за которого себя выдаёт. Когда Мессине возвращается, Ник направляет на него пистолет. Мессина показывает ему удостоверение сотрудника итальянских спецслужб, а затем объясняет, что деньги в ящике его стола фальшивые. Он рассказывает, что за этой бандой фальшивомонетчиков уже пять лет охотятся спецслужбы Европы, и многие агенты, включая Кеннеди, уже погибли от рук преступников. Банда использует высококачественные печатные формы, изготовленные ещё при Гитлере для наводнения Европы фальшивыми деньгами. Этот план в своё время так и не был осуществлён в полном объёме, а формы после войны попали в руки бандитов. Ник сообщает, что Мюллер собирается вывезти печатное оборудование до появления американских агентов. Мессине догадывается, что оборудование установлено в пещере, до которой он проследил путь Мюллера. Он рассказывает, что пещера ведёт в подземелье под старой городской тюрьмой. Массине вызывает своих людей для проведения операции по захвату преступников. В этот момент появляется Тони, который сообщает, что Кей при появлении в городе была арестована. Её доставили в подземную тюрьму, где коррумпированные полицейские Черальде пытают её, пытаясь выяснить местонахождение Ника. Там же по указанию Мюллера бандиты пакуют оборудование и в ящиках готовятся вынести его. Ник и Мессине решают проникнуть в пещеру, и Тони увязывается за ними. Когда один из бандитов открывает люк, чтобы вытащить ящик, Ник бьёт его и вместе с Мессиной проникают внутрь помещения. Пока люди Мессине разбираются с бандитами, Ник поднимается по винтовой лестнице в тюрьму и освобождает Кей. При появлении людей Мессине начинается перестрелка, в входе которой убивают нескольких бандитов, а за остальными начинается погоня. Ник сходится в драке со Спераццей, которого в тяжелейшем противостоянии убивает. Один из агентов сообщает Нику и Кей, что перед смертью раненый Трэверс сообщил, что Мюллер сбежал в Тунис, и Мессине уже отправился в погоню за ним. Ник обнимает Кей и подзывает Тони, сообщая, что они втроём отправляются в Америку.

## В ролях
- Джордж Рафт — Ник Кейн
- Колин Грэй — Кей Уондерли
- Энцо Стайола — Тони
- Чарльз Голднер — Массине
- Вальтер Рилла — Мюллер
- Мартин Бенсон — Фрэнки Сперацца
- Питер Иллинг — Армандо Черальде
- Хью Френч — Майлз Трэверс
- Констанс Смит — Нина
- Грета Гюнт — Клодетт Эмблинг
- Марго Грэм — миссис Лэнгли
- Дональд Стюарт — Кеннеди
- Питер Балл — Ханс
- Элвин Брук-Джонс — скупщик

## Создатели фильма и исполнители главных ролей
Произведения британского детективного писателя Джеймса Хэдли Чейза, по роману которого поставлен этот фильм, легли в основу более чем сорока картин, среди которых «Последняя страница» (1952), «Ева» (1962), «Мороз по коже» (1963), «Банда Гриссомов» (1971) и «Пальметто» (1998), а также четыре фильма советского и российского производства, включая «Мираж» (1983).
Хотя фильм произвела британская компания Romulus Films, режиссёр Джозеф М. Ньюман, а также исполнители главных ролей Джордж Рафт и Колин Грэй были американцами. Ньюман работал в Голливуде на разных должностях, начиная с 1933 года. Дважды, в 1936 году за фильм «Дэвид Копперфильд» (1935) и в 1937 году за фильм «Сан-Франциско» (1936) он номинировался на «Оскар» как лучший ассистент режиссёра. В общей сложности в период с 1942 по 1961 году Ньюман поставил 27 полнометражных фильмов категории В, среди которых наиболее успешными были фильмы нуар «Брошенная» (1949), «711 Оушен Драйв» (1950), «Опасный круиз» (1953) и «Смерть в небольших дозах» (1957), а также научно-фантастический фильм «Этот остров Земля» (1955). В 1961 году он также снял биографический фильм «История Джорджа Рафта».
Джордж Рафт начал голливудскую карьеру в 1931 году с ролей крутых парней в криминальных мелодрамах студии Warner Bros.. В 1940-е годы он сыграл в серии фильмов нуар, среди которых «Они ехали ночью» (1940), «Джонни Эйнджел» (1945), «Ноктюрн» (1946), «Уличная гонка» (1948) и «Красный свет» (1949). После этой картины Рафт сыграл ещё в нескольких европейских криминальных фильмах, таких как «Путь побега» (1952) и «Человек из Каира» (1953). В 1959 году он сыграл небольшую, но памятную роль главаря гангстеров в комедии «В джазе только девушки» (1959).
В начале карьеры Колин Грэй более всего запомнилась по фильмам нуар «Поцелуй смерти» (1947) и «Аллея кошмаров» (1947), а также вестерну «Красная река» (1948), в котором она сыграла небольшую роль. В 1950-е годы свои лучшие роли Грэй сыграла в фильмах нуар «Спящий город» (1950), «Тайны Канзас-сити» (1952), «Убийство»(1956) и «Смерть негодяя» (1956).

## История создания фильма
В основу сценария фильма положен роман Джеймса Хэдли Чейза «За всё рассчитаюсь с тобой!» (1946). В ноябре 1949 года газета «Нью-Йорк Таймс» объявила, что продюсер Джозеф Кауфман от лица британской компании Romulus Films подписал контракт с актёром Джорджем Рафтом на исполнение главной роли в фильме по этому роману. Съёмки пройдут весной 1950 года в Сан-Ремо, Италия, и в Лондоне.
Финансирование картины обеспечили британские продюсеры Джон и Джеймс Вулфы.
Рабочим названием фильма было «Высокие ставки» (англ. High Stakes).
Съёмки фильма проходили в апреле-мае 1950 года в итальянском городе Сан-Ремо, а также на лондонской студии Teddington Studios.
Фильм открывает письменное предисловие: «Этот фильм был снят в Италии, на берегу Средиземного моря, где счастливчик может найти достаточно романтики… красоты… и опасностей… продолжительностью в целую жизнь».
Фильмы вышел на экраны в Великобритании в январе 1951 года и в США — 3 марта 1951 года
Критики высоко оценили актёрскую игру Энцо Стайолы, молодой звезды итальянского фильма 1947 года «Похититель велосипедов», который сыграл в этом фильме роль Тони.
Небольшие роли в фильме сыграли популярные британские актрисы Грета Гюнт и Марго Грэм, а также восходящая ирландская звезда Констанс Смит.
Позднее Колин Грэй назвала поездку на съёмки этого фильма «самым ярким событием в своей жизни».